# Juice (film, 2018)
Pour les articles homonymes, voir Juice.
Pour plus de détails, voir Fiche technique et Distribution.
Juice est un film finlandais réalisé par Teppo Airaksinen, sorti en 2018.

## Synopsis
La vie de l'auteur-compositeur-interprète finlandais Juice Leskinen.

## Fiche technique
- Titre : Juice
- Réalisation : Teppo Airaksinen
- Scénario : Antti Heikki Pesonen d'après le livre d'Antti Heikkinen
- Musique : Anssi Tikanmäki
- Photographie : Aarne Tapola
- Montage : Jussi Rautaniemi
- Production : Marko Talli
- Société de production : Yellow Film & TV
- Pays :  Finlande
- Genre : Biopic et drame
- Durée : 105 minutes
- Dates de sortie : 
  -  Finlande : 26 décembre 2018

## Distribution
- Riku Nieminen : Juice Leskinen
- Iida-Maria Heinonen : Marja Tolvanen
- Pekka Strang : Harri Rinne
- Antti Heikkinen : Mikko Alatalo
- Annaleena Sipilä : Äeti
- Ilkka Heiskanen : Isä

## Distinctions
Le film a été nommé pour huit Jussis et en a reçu trois : meilleure photographie, meilleurs costumes et meilleurs maquillages.